# Italia en los Juegos Europeos de Cracovia 2023
Italia participó en los Juegos Europeos de Cracovia 2023 con un equipo de 363 deportistas. Responsable del equipo nacional fue el Comité Olímpico Nacional Italiano.

## Medallistas
El equipo de Italia obtuvo las siguientes medallas:
| Nombre | Deporte               | Competición                               |
| --- | --------------------- | ----------------------------------------- |
| Oro |                       |                                           |
| Samuele Ceccarelli | Atletismo             | 100 m M                                   |
| Alessandro Sibilio | Atletismo             | 400 m vallas                              |
| Gianmarco Tamberi | Atletismo             | Salto de altura M                         |
| Tobia Bocchi | Atletismo             | Triple salto M                            |
| Zane Weir | Atletismo             | Peso M                                    |
| Sara Fantini | Atletismo             | Martillo F                                |
| Equipo | Atletismo             | División I                                |
| Aziz Abbes Mouhiidine | Boxeo                 | Pesado (92 kg) M                          |
| Alessio Foconi Daniele Garozzo Filippo Macchi Tommaso Marini | Esgrima               | Florete por equipo M                      |
| Martina Batini Martina Favaretto Francesca Palumbo Alice Volpi | Esgrima               | Florete por equipo F                      |
| Gabriele Lanzilao | Kickboxing            | Puntos –63 kg M                           |
| Ivan Penzo | Kickboxing            | Light contact –63 kg M                    |
| Federica Trovalusci | Kickboxing            | Puntos –50 kg F                           |
| Francesca Ceci | Kickboxing            | Puntos –60 kg F                           |
| Domenica Angelino | Kickboxing            | Puntos –70 kg F                           |
| Luna Mendy | Kickboxing            | Light contact –60 kg F                    |
| Lucrezia Ruggiero Giorgio Minisini | Natación sincronizada | Dúo técnico mixto                         |
| Carolina Orsi Giorgia Marchetti | Pádel                 | Dobles F                                  |
| Giorgio Malan | Pentatlón moderno     | Individual M                              |
| Alice Sotero | Pentatlón moderno     | Individual F                              |
| Gabriele Casadei Carlo Tacchini | Piragüismo            | C2 500 m M                                |
| Chiara Pellacani | Saltos                | Trampolín 3 m F                           |
| Chiara Pellacani Matteo Santoro | Saltos                | Trampolín 3 m sincro. mixto               |
| Dennis Baretta | Taekwondo             | –63 kg M                                  |
| Danilo Sollazzo | Tiro                  | Rifle 10 m M                              |
| Mauro De Filippis | Tiro                  | Foso M                                    |
| Jessica Rossi | Tiro                  | Foso F                                    |
| Martina Bartolomei | Tiro                  | Skeet F                                   |
| Equipo | Tiro                  | Foso por equipo F                         |
| Equipo | Tiro                  | Skeet por equipo F                        |
| Paolo Monna Sara Costantino | Tiro                  | Pistola 10 m mixto                        |
| Giovanni Pellielo Jessica Rossi | Tiro                  | Foso mixto                                |
| Gabriele Rossetti Simona Scocchetti | Tiro                  | Skeet mixto                               |
| Federico Musolesi Mauro Nespoli Alessandro Paoli | Tiro con arco         | Recurvo por equipos M                     |
| Elisa Roner | Tiro con arco         | Compuesto individual F                    |
| Plata |                       |                                           |
| Mattia Furlani | Atletismo             | Salto de longitud M                       |
| Lorenzo Patta Samuele Ceccarelli Marco Ricci Filippo Tortu | Atletismo             | 4 × 100 m M                               |
| Ayomide Folorunso | Atletismo             | 400 m vallas F                            |
| Nadia Battocletti | Atletismo             | 5000 m F                                  |
| Daisy Osakue | Atletismo             | Disco F                                   |
| Giorgio Tomatis | Escalada              | Dificultad M                              |
| Giulia Medici | Escalada              | Bloques F                                 |
| Luca Curatoli Michele Gallo Matteo Neri Luigi Samele | Esgrima               | Sable por equipo M                        |
| Martina Criscio Rossella Gregorio Chiara Mormile Eloisa Passaro                                                                                                   | Esgrima               | Sable por equipo F                        |
| Equipo | Fútbol playa          | Torneo M                                  |
| Daniele De Vivo | Karate                | Kumite –75 kg M                           |
| Erminia Perfetto | Karate                | Kumite –50 kg F                           |
| Clio Ferracuti | Karate                | Kumite +68 kg F                           |
| Damiano Tramontana | Kickboxing            | Full contact –63,5 kg M                   |
| Nicole Perona | Kickboxing            | Puntos Full contact –52 kg F              |
| Enrico Pellegrino Pellegri | Muay thai             | –91 kg M                                  |
| Linda Cerruti Marta Iacoacci Sofia Mastroianni Enrica Piccoli Lucrezia Ruggiero Isotta Sportelli Giulia Vernice Francesca Zunino Carmen Rocchino Giorgio Minisini | Natación sincronizada | Equipo técnico                            |
| Linda Cerruti Marta Iacoacci Sofia Mastroianni Giorgio Minisini Enrica Piccoli Lucrezia Ruggiero Isotta Sportelli Francesca Zunino Carmen Rocchino Giulia Vernice | Natación sincronizada | Equipo libre                              |
| Lucrezia Ruggiero Giorgio Minisini | Natación sincronizada | Dúo libre mixto                           |
| Giulia Sussarello Marco Cassetta | Pádel                 | Mixto                                     |
| Lorenzo Marsaglia Giovanni Tocci | Saltos                | Trampolín 3 m sincro M                    |
| Riccardo Giovannini Eduard Timbretti | Saltos                | Plataforma 10 m sincro M                  |
| Sarah Jodoin Di Maria Chiara Pellacani Lorenzo Marsaglia Eduard Timbretti                                                                                         | Saltos                | Equipo mixto                              |
| Sofia Zampetti | Taekwondo             | –46 kg F                                  |
| Equipo | Tiro                  | Skeet por equipo M                        |
| Marco Bruno | Tiro con arco         | Compuesto individual M                    |
| Bronce |                       |                                           |
| Yemaneberhan Crippa | Atletismo             | 5000 m M                                  |
| Larissa Iapichino | Atletismo             | Salto de longitud F                       |
| Ottavia Cestonaro | Atletismo             | Triple salto F                            |
| Federico Serra | Boxeo                 | Mosca (51 kg) M                           |
| Salvatore Cavallaro | Boxeo                 | Medio (80 kg) M                           |
| Giordana Sorrentino | Boxeo                 | Mosca (50 kg) F                           |
| Irma Testa | Boxeo                 | Pluma (57 kg) F                           |
| Luca Braidot | Ciclismo de montaña   | Campo a través M                          |
| Beatrice Colli | Escalada              | Velocidad F                               |
| Gabriele Cimini Davide Di Veroli Andrea Santarelli Federico Vismara                                                                                               | Esgrima               | Espada por equipo M                       |
| Eloisa Passaro | Esgrima               | Sable individual F                        |
| Rossella Fiamingo Federica Isola Mara Navarria Alberta Santuccio                                                                                                  | Esgrima               | Espada por equipo F                       |
| Kwadjo Anani Edoardo Mella Nicholas Mungai Christian Parlati Gennaro Pirelli Thauany Capanni Dias Cecilia Betemps Odette Giuffrida Irene Pedrotti Asya Tavano     | Judo                  | Mixto                                     |
| Mattia Busato | Karate                | Kata M                                    |
| Angelo Crescenzo | Karate                | Kumite –60 kg M                           |
| Michele Martina | Karate                | Kumite –84 kg M                           |
| Alessandra Mangiacapra | Karate                | Kumite –61 kg F                           |
| Edoardo Bagarello | Kickboxing            | Puntos –74 kg M                           |
| Riccardo Albanese | Kickboxing            | Puntos –84 kg M                           |
| Linda Cerruti Marta Iacoacci Sofia Mastroianni Giorgio Minisini Enrica Piccoli Carmen Rocchino Isotta Sportelli Francesca Zunino Lucrezia Ruggiero Giulia Vernice | Natación sincronizada | Rutina acrobática                         |
| Chiara Pappacena Giulia Sussarello | Pádel                 | Dobles F                                  |
| Equipo | Pentatlón moderno     | Equipo M                                  |
| Stefanie Horn | Piragüismo en eslalon | K1 cross F                                |
| Lorenzo Marsaglia | Saltos                | Trampolín 1 m M                           |
| Riccardo Giovannini | Saltos                | Plataforma 10 m M                         |
| Sarah Jodoin Di Maria | Saltos                | Plataforma 10 m F                         |
| Elena Bertocchi Chiara Pellacani | Saltos                | Trampolín 3 m sincro F                    |
| Sarah Jodoin Di Maria Eduard Timbretti | Saltos                | Plataforma 10 m sincro mixto              |
| Andrea Conti | Taekwondo             | –54 kg M                                  |
| Natalia D'Angelo | Taekwondo             | –67 kg F                                  |
| Paolo Monna | Tiro                  | Pistola 10 m M                            |
| Equipo | Tiro                  | Pistola 10 m por equipo M                 |
| Equipo | Tiro                  | Pistola rápida de fuego 25 m por equipo M |
| Equipo | Tiro                  | Pistola 10 m por equipo F                 |
| Danilo Sollazzo Sofia Ceccarello | Tiro                  | Rifle 10 m mixto                          |
| Mauro De Filippis Giulia Grassia | Tiro                  | Foso mixto                                |
| Tatiana Andreoli Lucilla Boari Chiara Rebagliati | Tiro con arco         | Recurvo por equipos F                     |
| Chiara Rebagliati | Tiro con arco         | Recurvo individual F                      |
| Marco Bruno Elisa Roner | Tiro con arco         | Compuesto por equipo mixto                |